# HMS Bluebell (1940)
HMS Bluebell (K80) (англ. Его Величества Корабль «Колокольчик») — британский корвет типа «Флауэр», служивший в КВМС Великобритании и участвовавший во Второй мировой войне. Строился на верфи компании «Флеминг энд Фергюсон» в городе Пейсли. Заложен 27 июля 1939, спущен на воду 24 апреля 1940, эксплуатировался с 19 июля 1940. Нёс службу в Атлантике и Средиземноморье (боролся с подлодками, поддерживал с моря десанты в Италии и Франции), а также сопровождал северные конвои из Великобритании в СССР. Затонул 17 февраля 1945 в Кольском заливе, защищая конвой RA-64, шедший из Мурманска. Был торпедирован немецкой подлодкой U-711 под командованием Ханса-Гюнтера Ланге. Выжил только один член экипажа.

## Служба
«Блюбелл» начал свою службу в июле 1940 года, охраняя конвои в Атлантике. Командовал корветом лейтенант-командер Роберт Шервуд. В октябре 1940 года корвет сопровождал конвой SC-7 в Центральной Атлантике, гибель которого стала началом битвы за Атлантику (об атаке на конвой в 1973 году вышел сюжет в документальном телесериале «Мир в войне»). 17 октября подобрал 39 выживших с парохода «Скорсби» (англ. SS Scoresby), торпедированного и затонувшего в тот же день.
В январе 1941 «Блюбелл» в составе 5-й эскортной группы (Ливерпуль), подчинявшейся командованию Западными подходами продолжил сопровождение конвоев, с сентября месяца в составе 37-й группы начал охрану конвоев, идущих по маршруту Гибралтар-Западная Африка. В июле 1942 года после ремонта «Блюбелл» начал охранять северные конвои, шедшие в СССР: первым таким стал конвой PQ-18, шедший из Рейкьявика в Архангельск (сентябрь-ноябрь 1942). Позднее корвет охранял с декабря 1942 по январь 1943 атлантические конвои. В феврале-марте 1943 сопровождал конвой JW-53 из Ива в Колу, вернувшись в марте 1943 года на службу на Западные подходы. В июне 1943 прибыл в Средиземноморье, в июле принял участие во вторжении союзников на Сицилию, продолжая охранять конвои до августа месяца, пока не вернулся на западные подходы. С февраля по апрель 1944 сопровождал советские конвои JW-57 и JW-58, в мае был переведён в 143-ю эскортную группу, в составе которой обеспечивал огневую поддержку союзникам во время высадки в Нормандии с 6 по 25 июня. С августа в составе 8-й эскортной группы возобновил охрану северных конвоев (конвой JW-59 под его прикрытием прибыл в сентябре 1944 в пункт назначения).
2 февраля 1945 «Блюбелл» был включён в группу кораблей охранения северного конвоя JW-64. Прибыв в Мурманск, он обнаружил группу подводных лодок, которая готовилась атаковать новый конвой RA-64, направляющийся в Великобританию. 17 февраля корвет был торпедирован подводной лодкой U-711 и затонул спустя менее чем 30 секунд после атаки. Из 86 членов экипажа спасся только один человек.